# Elvis Perkins
Elvis Brooke Perkins, född 9 februari 1976 i New York, är en amerikansk folkrockmusiker. Han släppte sitt debutalbum Ash Wednesday, under år 2007. Han är också en del av bandet Elvis Perkins in Dearland, som släppte sitt självtitulerade album, under den tidiga halvan av 2009.
Elvis Perkins, som är döpt efter musikern och sångaren Elvis Presley, är son till skådespelaren Anthony Perkins (1932–1992) och fotografen och skådespelerskan Berry Berenson (1948–2001). Han är därefter yngre bror till skådespelaren och regissören Oz Perkins, barnbarn till skådespelaren Osgood Perkins, barnbarnsbarn till modedesignern Elsa Schiaparelli, och systerson till skådespelerskan Marisa Berenson.